# 新垣衍
新垣衍（？—？），一作辛垣衍，戰國時代魏國人。

## 經歷
新垣衍为魏国客将军。趙國在長平之戰慘敗後，趙國首都邯鄲被秦國的軍隊圍攻，魏安釐王派遣新垣衍進入邯鄲，遊說平原君，勸平原君說服趙王尊秦王為帝。魯仲連知道此事，便請平原君安排他與新垣衍會面，並成功地說服新垣衍，使得新垣衍放棄了他原來的意見。